# Drepanoxiphus venezuelanus
Drepanoxiphus venezuelanus är en insektsart som beskrevs av Max Beier 1962. Drepanoxiphus venezuelanus ingår i släktet Drepanoxiphus och familjen vårtbitare. Inga underarter finns listade i Catalogue of Life.